# متن رمزنگاری شده

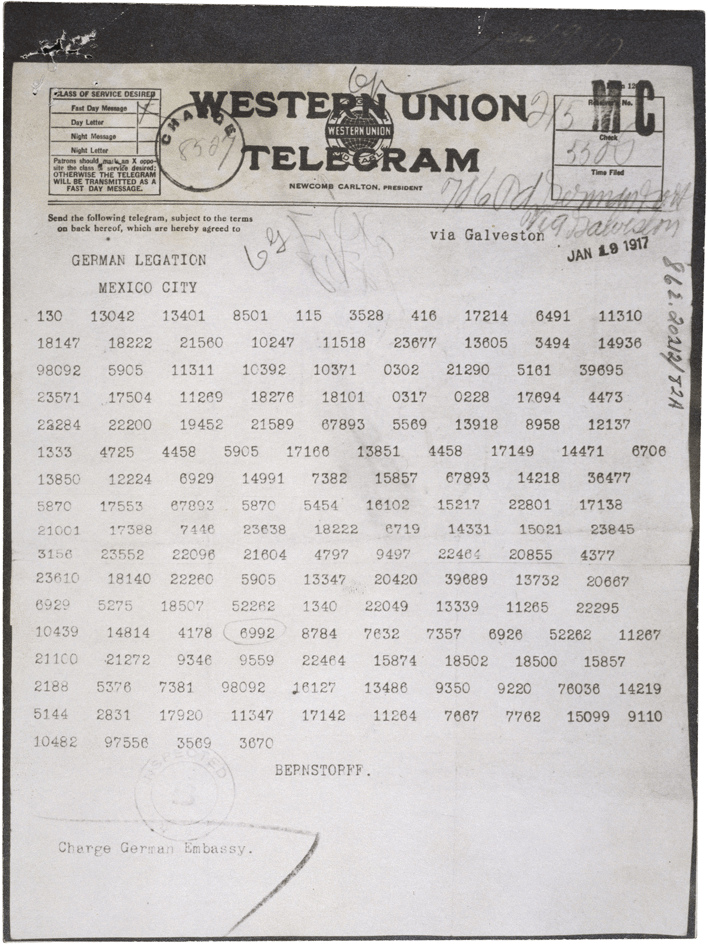
Zimmermann تلگراف (از واشینگتن به مکزیکو فرستاده شد).

در رمزنگاری، متن رمزدار (یا ciphertext) نتیجه رمزنگاری اجرا شده بر متن آشکار با استفاده از الگوریتمی است که سایفر نامیده می‌شود.
پیام رمز شده همچنین به عنوان اطلاعات رمز نگاری شده یا encoded شناخته می‌شود زیرا شامل نوعی از متن آشکار اصلی است که برای یک انسان یا کامپیوتر بدون رمز گشایی مناسب غیرقابل خواندن است.
رمز گشایی، معکوس رمز نگاری است، و فرایند تبدیل متن رمز نگاری شده به متن آشکار قابل فهم است. متن رمز نگاری شده نباید با codetext اشتباه گرفته شود زیرا codetext نتیجه یک کد است نه یک رمز.

## مثالی از کلید متقارن
اگر M را متن آشکاری که آلیس می‌خواهد به صورت محرمانه به جف انتقال دهد باشد و اگر EK الگوریتم رمزنگاری باشد که K یک کلید مخفی باشد، آلیس باید ابتدا متن آشکار را به متن رمزنگاری شده تبدیل کند، C، به منظور فرستادن بی خطر پیام به جف فرض می‌شود.
{\displaystyle c=E_{k}(m)\!}
هر دو باید کلید {\displaystyle k\!} انتخاب شده را بدانند یا در غیر اینصورت رمزنگاری بی فایده‌است. هنگامی که پیام با استفاده از الگوریتم رمزنگاری رمزگذاری می‌شود آلیس می‌تواند با امنیت آن را به جف ارسال کند (با فرض این که کس دیگری کلید را نداند).
به منظور خواندن پیام آلیس، جف باید با استفاده از {\displaystyle {E_{k}}^{-1}\!} (که به عنوان الگوریتم رمز گشایی شناخته می‌شود و با {\displaystyle D_{k}\!} نمایش داده می‌شود) پیام آلیس را رمزگشایی کند.
{\displaystyle D_{k}(c)=D_{k}(E_{k}(m))=m\!}

## انواع رمزنگاری
تاریخ رمزنگاری از هزاران سال پیش آغاز می‌شود و حاوی انواع مختلفی از انواع مختلف رمزنگاری است. الگوریتم‌های پیش از آن با دست انجام می‌شد و اساساً متفاوت از الگوریتم‌های مدرن، که معمولاً توسط یک ماشین اجرا می‌شود است.
رمزنگاری‌های تاریخی
رمزنگاری‌هایی که در گذشته و به وسیله قلم و کاغذ انجام می‌شد رمزنگاری کلاسیک نامیده می‌شود؛ که عبارتند از:
- رمزنگاری جانشینی: واحدهایی از متن آشکار هستند که با متن رمزنگاری شده جایگزین می‌شود. (Caesar cipher and One-time pad)
- رمزنگاری جابه جاشدگی: متن رمزنگاری شده جایگشتی از متن آشکار است. (Rail fence cipher)
- رمزنگاری جانشینی چندگانه: یک رمز جایگزین از الفبای جایگزین متعددی استفاده می‌کند. (Vigenère cipher and Enigma machine)
- رمزنگاری جایگشت: نوعی از رمزنگاری جابه‌جا شدگی است که کلید جایگشت دارد.

رمزنگاری‌های تاریخی به عنوان یک راه حل رمزگذاری مستقل به‌طور کلی مورد استفاده قرار نمی‌گیرد، زیرا آن‌ها بسیار آسان شکسته می‌شوند. بسیاری از رمزهای کلاسیک را می‌توان با استفاده از brute force یا با تجزیه و تحلیل ciphertext شکست البته به استثنای one-time pad.
رمزهای مدرن
رمزهای مدرن، امن تر از رمزهای کلاسیک هستند و طراحی شده‌اند تا مقاومت وسیعی در برابر حمله‌ها داشته باشند. یک حمله‌کننده نباید قادر باشد تا کلید استفاده شده در یک رمزنگاری مدرن را پیدا کند، حتی اگر هر تعداد از متن آشکار و متن رمزنگاری شده متناطر را بداند. روش‌های رمزگذاری مدرن می‌تواند به دسته‌های زیر تقسیم شود:
- رمزنگاری کلید خصوصی (الگوریتم کلید متقارن): کلید مشابهی برای رمزگذاری یا رمزگشایی استفاده می‌شود.
- رمزنگاری کلید عمومی (الگوریتم کلید غیر متقارن): دو کلید مختلف برای رمزگذاری و رمزگشایی استفاده می‌شود.

در الگوریتم کلید متقارن (برای مثال DES و AES) فرستنده و گیرنده باید یک کلید مشترک داشته باشد و از تمام اعضا مخفی نگه دارد. فرستنده از آن کلید برای رمزگذاری و گیرنده از آن برای رمزگشایی استفاده می‌کند. در الگوریتم کلید نامتقارن (برای مثال RSA) دو کلید جداگانه برای هر شخص وجود دارد: یک کلید عمومی که منتشر می‌شود و هر فرستنده را قادر می‌سازد پیام را با آن رمزگذاری کند در حالی که کلید خصوصی به صورت مخفی توسط گیرنده نگهداری می‌شود و تنها آن را قادر می‌سازد تا پیام گرفته شده را به صورت صحیح رمزگشایی کند.
رمزنگاری کلید متقارن را می‌توان به دو نوع رمزنگاری بلوکی و رمزنگاری جریانی تقسیم کرد. رمزنگاری بلوکی، بر روی طول ثابتی از بیت‌ها که بلوک نامیده می‌شود با یک تبدیل بدون تغییر عمل می‌کند.
رمزنگاری جریانی متن آشکار را به صورت پیوسته و جریانی از داده‌ها تبدیل می‌کند.